# Richard Nowakowski
Richard Nowakowski, född den 27 september 1955 i Sztum, Polen, är en östtysk boxare som tog OS-silver i fjäderviktsboxning 1976 i Montréal och fyra år senare OS-brons i lättviktsboxning 1980 i Moskva. .